# Lepějovice
Lepějovice jsou zaniklá ves na území obce Valy v okrese Pardubice. Stávaly asi kilometr jihovýchodně od středu Valů. Jediným dochovaným objektem z Lepějovic je původně gotický kostel svatého Michala archanděla, prvně připomínaný r. 1350. U něj se nachází také tvrziště s terénními pozůstatky tvrze. Okolo tvrziště protéká Struha.

## Historie
První zmínka o Lepějovicích je z roku 1167. Velkým zásahem do vsi bylo zřízení rybničního systému Kunátem z Dobřenic v první polovině 16. století. Větší část Lepějovic byla zatopena a zbylé dvě usedlosti byly přesunuty na nové místo. Během třicetileté války byly Lepějovice vypáleny, vykradeny a zpustošeny. Definitivní konec vesnice pak nastal v první třetině 18. století, kdy proběhla parcelace choltického panství a zbývající dva tamější hospodáři se přesunuli na nově vzniklé veselské grunty. V roce 1720 byla postavena nedaleko kostela hájovna, která dlouho chátrala a v roce 2019 vyhořela a přišla o typickou mansardovou střechu.
Na konci 18. století v době tereziánských reforem byla u kostela v Lepějovicích zřízena škola pro okolní vesnice z celé původní farnosti. V domku hrobníka byla v provozu do roku 1829, kdy se v Klenovce postavila nová škola. Budova staré školy byla zbourána v roce 1969.